# Bechloul
Bechloul è un comune dell'Algeria, situato nella provincia di Bouira.